# 아사헬

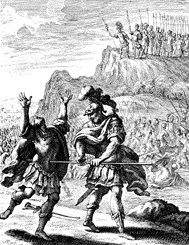
요한 크리스토프 바이겔이 1695년에 제작한 아브넬이 아사헬을 죽이는 모습의 목판화

아사헬(히브리어: עשהאל, 코이네 그리스어: ‘Ασαέλ)은 다윗 휘하의 군사 지도자이자 다윗의 누이 츠루야의 막내아들이었다. 따라서 아사헬은 다윗의 조카이자 다윗의 장군 요압의 동생이다. 아사헬은 사무엘기 2장과 3장에 언급된다.

## 이름
아사헬이라는 이름은 '하나님에 의해 만들어진'이라는 뜻이다. 이 이름은 두 부분으로 이루어져 있는데, 동사 עשה‎(히브리어로 "행하다, 만들다"의 3인칭 남성 단수 완료형)와 신의 이름인 אל‎ (히브리어의 신 엘 또는 엘로힘)이다. 이는 하나님이 "만들거나" "행하신" 일에 감사하는 "감사"의 이름이 된다.

## 역사
아사헬은 다윗의 누이 스루야의 막내아들이었다(사무엘하 2:18; 역대상 2:16 참조). 플라비우스 요세푸스(유대 고대사, VII, 1, 3)에 따르면 그의 아버지는 '수리'라고 불렸다. 아사헬의 형들은 요압과 아비사이였다. 그는 발이 빠르기로 유명했다. "아사헬은 들의 가젤이나 야생 사슴처럼 발이 빨랐다." (사무엘하 2:18 참조) 그가 밀밭을 달려도 줄기가 꺾이지 않을 것이라는 이야기도 있었다. 그는 형 요압의 군대에 속하여 기브온에서 아브넬과 싸우던 중 전장에서 아브넬을 추격하다가 아브넬에게 살해당했다(사무엘하 2:18–19 참조). 그는 다윗의 용사 30인 중 한 명으로 여겨진다(사무엘하 23:24; 역대상 11:26 참조).
사울의 아들 이스보셋의 군대를 지휘하는 아브넬과 다윗의 군대를 지휘하는 요압 사이에 기브온에서 전투가 벌어진 후, 아사헬은 도주하려던 아브넬을 추격했다. 젊은 아사헬은 곧 아브넬을 따라잡았다. 아브넬은 아사헬에게 추격을 멈추라고 간청했지만, 아사헬이 거부하자 아브넬은 창의 뭉툭한 끝으로 아사헬의 배를 찔렀고, 아사헬은 그 자리에서 죽었다(사무엘하 2:23 참조).
요압이 전투에서 승리했음에도 아브넬은 목숨을 건졌다. 아사헬은 베들레헴에 있는 그의 아버지의 무덤에 묻혔다. 이에 대한 보복으로 요압은 동생 아비사이의 도움을 받아 다윗의 뜻에 반하여 아브넬을 살해했다.
역대상 27:7에 따르면, 아사헬에게는 스바댜라는 아들이 있었는데, 그가 죽은 후 아사헬의 군사 부대 지휘권을 계승했다.